# 中華寬尾鳳蝶
中華寬尾鳳蝶（學名：Agehana elwesi），別名有寬尾鳳蝶、中國寬尾鳳蝶、大陸寬尾鳳蝶等，為中國大陸特有的鳳蝶科寬尾鳳蝶屬之大型鳳蝶。2000年中國國家林業局依中華人民共和國野生動物保護法制定的國家保護的有益的或者有重要經濟、科學研究價值的陸生野生動物名錄中，將中華寬尾鳳蝶名列為國家保護種。